# Terina flavibasis
Terina flavibasis är en fjärilsart som beskrevs av W. Warren 1897. Terina flavibasis ingår i släktet Terina och familjen mätare. Inga underarter finns listade i Catalogue of Life.